# Paramaechidius pauxillus
Paramaechidius pauxillus är en skalbaggsart som beskrevs av Heller 1910. Paramaechidius pauxillus ingår i släktet Paramaechidius och familjen Melolonthidae. Inga underarter finns listade i Catalogue of Life.